# Walter Eucken
Walter Eucken (17 de enero de 1891 - 20 de marzo de 1950) fue un economista alemán y uno de los fundadores del ordoliberalismo. Su nombre está íntimamente relacionado al desarrollo de la Economía social de mercado.

## Vida
Walter Eucken nació en Jena, Thuringia. Su padre fue el filósofo Rudolf Eucken, quien ganó en 1908 el Premio Nobel de Literatura. 
A pesar de estar en un comienzo interesado en la Historia, Walter Eucken decide estudiar economía en Kiel, Jena y Bonn. Se gradúa en 1913, un tiempo antes de servir como oficial en la Primera Guerra Mundial. En 1921, Eucken obtiene su primer profesorado en Berlín. En 1927 se mueve a Friburgo, en donde será profesor de economía hasta su muerte. Durante el periodo de la Alemania Nazi, Eucken se asoció al movimiento de resistencia de Dietrich Bonhoeffer.
Muere en Londres el 20 de marzo de 1950.
En 1954, cuatro años después de su muerte, un grupo de amigos y antiguos alumnos fundan el Instituto Walter Eucken. Su actual presidente es James M. Buchanan desde el año 2004.

## Teoría
El Ordoliberalismo de Eucken, conocido  apela a un orden político estatal que se haga responsable de la tarea de dar un marco regulatorio El desarrollo de la Alemania de postguerra se debió en gran medida a la aplicación de medidas económicas apela a un orden político estatal que se haga responsable de la tarea de dar un marco regulatorio para la libertad económica. Su teoría considera al Estado como un ente que debe colaborar a la formación de un orden económico  favoreciendo de esa manera al sector industrial y al empresarial. A Walter Eucken se le considera el pensador primario de la economía social de mercado. Su teoría considera al Estado como un ente que debe colaborar a la formación de un orden económico y dirigir procesos económicos
La idea del ordoliberalismo fue introducida por primera vez en 1937 en Ordnung der Wirtschaft, un periódico publicado por Walter Eucken, Franz Böhm y Hans Großmann-Doerth.